# Albert Czyborra
Albert Czyborra (* 17. April 1880 in Groß Wessolowen, Kreis Angerburg; † 28. März 1958 in Rieseby) war ein deutscher Rektor, Schulrat und Autor. 

## Leben
Czyborra besuchte Lehrerseminar in Karalene und wirkte jahrzehntelang in Rastenburg als Lehrer und Schulrat. Bekannt wurde er durch zahlreiche Bücher, insbesondere Schulbücher und historische Veröffentlichungen. Seine Veröffentlichungen wurden teilweise amtlich für den Schulgebrauch zugelassen.
Nach der Vertreibung aus Ostpreußen fand er in Schleswig-Holstein eine neue Heimat. Er war mit Elisabeth Schallenberg verheiratet, die 1955 verstarb.

## Werke (Auswahl)
- Mit der ostpreußischen Landwehr 33 bei der Verteidigung der Heimat. Sterzel, Gumbinnen, 1916.
- Hrsg. und Verf.: Zwischen Mauersee und Alle. Ein Heimatbuch. (= Aus deutschem Schrifttum und deutscher Kultur. 256.–258. Band), 3. Auflage. Julius Beltz Verlag, Berlin und Leipzig 1930.
- mit Artur Korallus: Muttersprache Mutterlaut. Schroedels Lesebuch f. d. oberen Jg. weniggegliederter u. f. d. 5. u. 6. Schulj. mehrklassiger Volksschulen in Ostpreussen.